# Los Alagones
Los Alagones es una localidad perteneciente al municipio de Castellote, en la provincia de Teruel, comunidad autónoma de Aragón, España. En 2023 contaba con 9 habitantes.

## Arquitectura religiosa

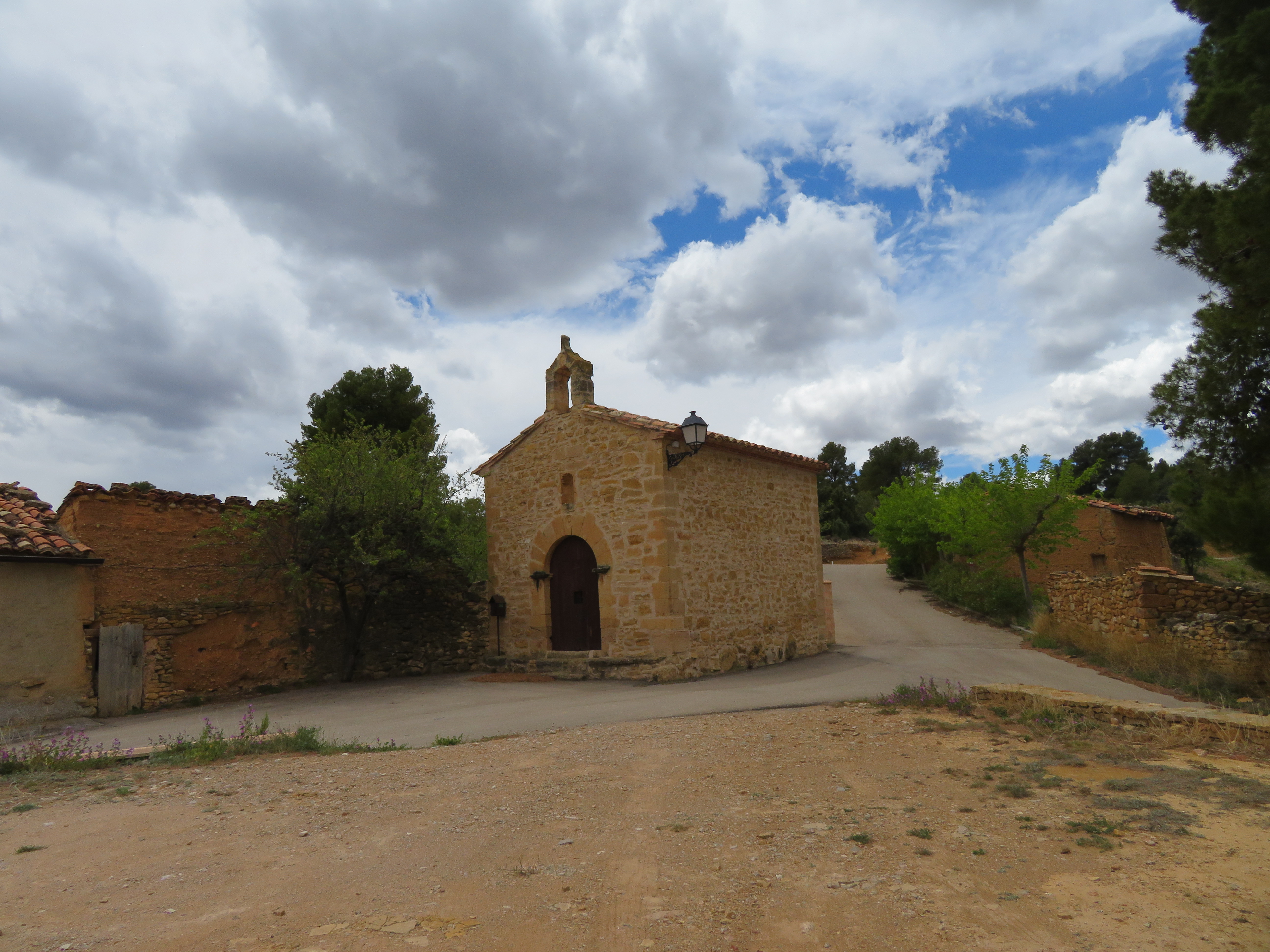
Ermita de la Virgen del Rosario

- Ermita de la Virgen del Rosario (Los Alagones). Inscripciones: AÑO 1775. CARITAS MAE FECIT.

## Referencias

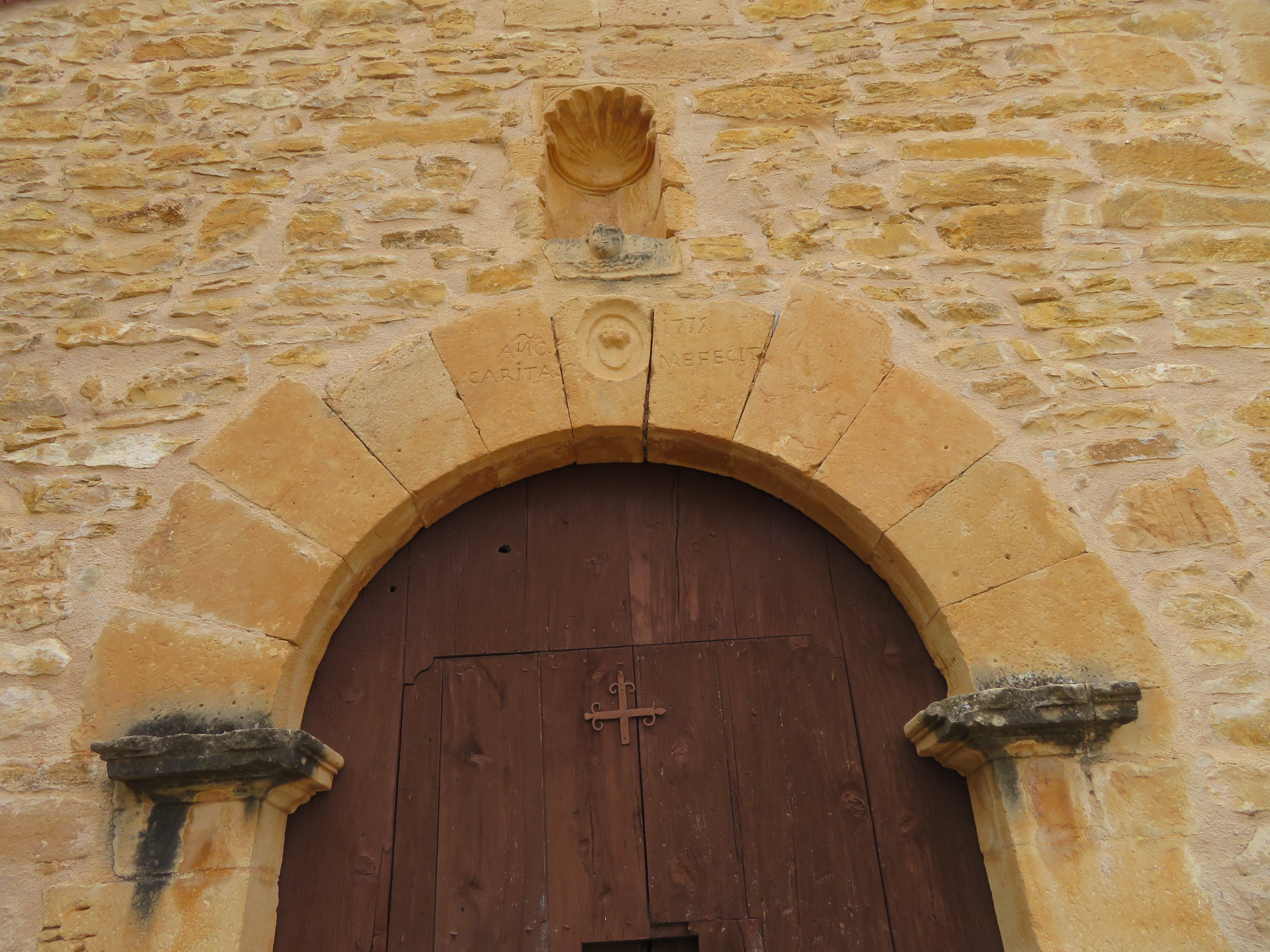
Ermita del Rosario en Los Alagones, del año 1775.